# Cud zabłudowski
Cud zabłudowski – seria niewyjaśnionych zjawisk, jakie miały miejsce w 1965 roku w okolicach miasta Zabłudów położonego niedaleko Białegostoku.
W połowie maja po mieście rozeszła się informacja, że dziewczynka Jadwiga Jakubowska miała widzenie Matki Boskiej, w czasie którego zapowiedziane zostało kolejne objawienie na dzień 30 maja 1965 roku. Do miasta przybyło około tysiąca ludzi z województwa białostockiego. Doszło do starć między milicją, która użyła gazów łzawiących, a ludźmi rzucającymi w stronę radiowozów kamieniami.
Cud zabłudowski nigdy nie został uznany przez Kościół katolicki.